# Aoi Sekai no Chuushin de
Aoi Sekai no Chuushin de (яп. 蒼い世界の中心で, укр. У центрі блакитного світу) — фентезійна манґа автора Анастасії Шестакової й ілюстратора Crimson. Серія є переосмисленням консольних воєн за участю персонажів, натхненних відеоіграми. Аніме-адаптація студії 5th Avenue розпочалася в Японії 20 жовтня 2012 р. Станом на 2015 рік складається з трьох епізодів, останній вийшов 2 квітня 2013.

## Персонажі

### Королівство Сігу
- Гір (яп. ギア)

Центральний чоловічий персонаж, житель королівства Сігу. Син генерала Алекса.
Молодий хлопець з синім волоссям і відповідним кольором очей. Постійно носить синьо-білу сорочку з темно-кольоровими шортами та пов'язки навколо його рук, зап'ясть і ніг, які захищають тільки пальці. На його лобі знаходиться знак убивці, що виглядає як два трикутника, що знаходяться перпендикулярно навпроти один одного.
Вольова людина, про що свідчить його бажання приєднатися до армії і перемогти імперію Нінтелдо. Також вміє прощати і добрий серцем, загалом він дружня особистість. Любить битися на максимальній швидкості проти супротивників.
Гір заснований на персонажі Сонік з гри Sonic the Hedgehog.
- Нел (яп. ネル)

Центральний жіночий персонаж. Сором'язлива дівчина, має довге фіолетове волосся і блакитні очі. Вона носить милий одяг, який відображає її індивідуальність, — фіолетова сукня і шарф на талії разом із золотими браслетами на лівій руці.
Нел загалом не говорить дуже багато і має фобії до майже всього. Проте любить читати і писати, дуже розумна й інтелектуальна. Молода та красива, з загостреними вухами, вона є подругою дитинства для Гіра. Після того, як її батьки були вбиті під час різанини Мартшрі, вона стала близькою людиною для Гіра і Тіла. Думає про Гіра як старшого брата.
Нел заснована на персонажі Най з гри Phantasy Star II.
- Опал (яп. オパール)

Центральний жіночий персонаж. Має темно-фіолетовий колір волосся і фіолетові очі. На відміну від Гіра та Нел її колір волосся не відповідає персонажу, який вона представляє в Fantasy Zone. В неї є обручі з маленькими крилами, які стирчать над вухами, носить намисто з того, що виглядає як дзвони, сукні з пов'язок з плечей до стегон, а також пару чорної нижньої білизни і ліфчик, на ногах носить сандалі.
Опал відверта дівчина, коли їй хтось не подобається, вона одразу про це каже. Має погане почуття гумору, загалом вона дуже самовпевнена, в неї тенденція недооцінювати своїх супротивників, в результаті чого вона може бути легко захоплена зненацька. Їй подобається Гір, який одного разу переміг дівчину на дуелі та врятував від ворожих солдатів.
Вона має неймовірну точність, з луком і стрілами. Вона також Вбивця, яка має здатність знімати енергію з пальців.
Опал заснована на персонажі Опа-Опа з гри Fantasy Zone.
- Тедзіроф (яп. テジロフ)

Найманець з острова Лоргу, який колись навчався в академії разом із Рамзес. Носить зелену мантію (можливо, шовк) з жовтими лініями. Його часто можна побачити з маленькою мавпочкою.
Тедзіроф — зарозумілий хлопець, який часто робить збочені жарти і висловлювання та фліртує з дівчатами. Попри це він відмінний ерудований маг і боєць, стратег. У нього є симпатія до Рамзес, що є натяком на їх минулі відносини, але дівчина не відповідає на його відверті приставання. Здатний створювати міцні магічні бар'єри.
Він асоціюється з грою Тетріс.

## Медіа

### Манґа
Автор оригінальної манґи — Анастасія Шестакова, ілюстратор — відомий автор хентайних додзінсі Crimson. Реліз розпочався на мобільному сервісі Red Road з 2007 р. Дев'ять танкобонів випущені станом на 2012 рік. Seven Seas Entertainment ліцензувало серію для релізу у Північній Америці, перший том випущений влітку 2013-го.
Список томів
| № | Назва                                                              | Дата виходу (Японська) | ISBN (Японська)     |
| - | ------------------------------------------------------------------ | ---------------------- | ------------------- |
| 1 | Sonic the Brown Rat Onsoku no Dobunezumi (音速のドブネズミ)        | 30 липня 2007          | ISBN 978-4904277072 |
| 2 | Z Zone Zetto Zōn (Ｚゾーン)                                        | 4 жовтня 2007          | ISBN 978-4904277089 |
| 3 | Grease Heel Gurīso Hiru (グリーソヒル)                             | 30 грудня 2007         | ISBN 978-4904277096 |
| 4 | Shining & Darkness Shainingu ando Dakunesu (シャィ二ング&ダクネス) | 10 липня 2008          | ISBN 978-4904277102 |
| 5 | The Beings of God Fell Kami no Ochimono (神の落ちモノ)             | 25 грудня 2008         | ISBN 978-4904277119 |
| 6 | - (-)                                                              | 23 березня 2009        | ISBN 978-4904277126 |
| 7 | - (-)                                                              | 23 березня 2009        | ISBN 978-4904277133 |
| 8 | - (-)                                                              | 30 червня 2009         | ISBN 978-4904277140 |
| 9 | - (-)                                                              | 12 грудня 2009         | ISBN 978-4904277225 |

### Аніме
Продюсером аніме стала студія 5th Avenue. Перший епізод випущений на Tokyo MX 20 жовтня 2012 і транслювався паралельно на Crunchyroll. Другий епізод випущений 27 грудня 2012-го, третій — 4 квітня 2013-го.
Опенінг «retrospective world» виконує Хіро Сімоно and Нобухіко Якомото, ендінг «0 and 1's Flowersby» — Ідзумі Кітта і Судзуко Міморі.